# Bill Keating
William Richard Keating dit Bill Keating, né le 6 septembre 1952 à Norwood (Massachusetts), est un homme politique américain, représentant démocrate du Massachusetts à la Chambre des représentants des États-Unis depuis 2011.

## Biographie
Bill Keating est originaire de Norwood dans le Massachusetts. Il est diplômé d'un bachelor of arts du Boston College en 1974. Il est élu à la Chambre des représentants du Massachusetts en 1977. Il poursuit parallèlement ses études : il obtient un master du Boston College en 1982 ainsi qu'un juris doctor de l'université Suffolk en 1985. La même année, il est élu au Sénat du Massachusetts. Il quitte le Sénat en 1998 et devient procureur du comté de Norfolk.
En 2010, il se présente à la Chambre des représentants des États-Unis dans le 10e district du Massachusetts, qui s'étend du sud de Boston au cap Cod. Il brigue la succession du démocrate Bill Delahunt dont les républicains pensent pouvoir conquérir le siège. Il remporte difficilement la primaire démocrate avec 51 % des voix face au sénateur Robert O’Leary. Lors de l'élection générale, il affronte le représentant d'État républicain Jeffrey Perry. Durant la campagne, il fait diffuser des publicités mentionnant une affaire datant de 1991 : alors que Perry dirigeait la police de Wareham, un officier sous son commandement a procédé à une fouille corporelle illégale sur des adolescentes,,. Keating est élu représentant avec 46,9 % des suffrages contre 42,4 % pour Perry.
Après le recensement de 2010, son district est supprimé et son domicile de Quincy se trouve en dehors du nouveau 9e district, héritier de l'ancien 10e district
. Keating est cependant réélu avec 58,7 % en 2012 et 54,9 % en 2014.